# Bezpieczeństwo bierne pojazdu

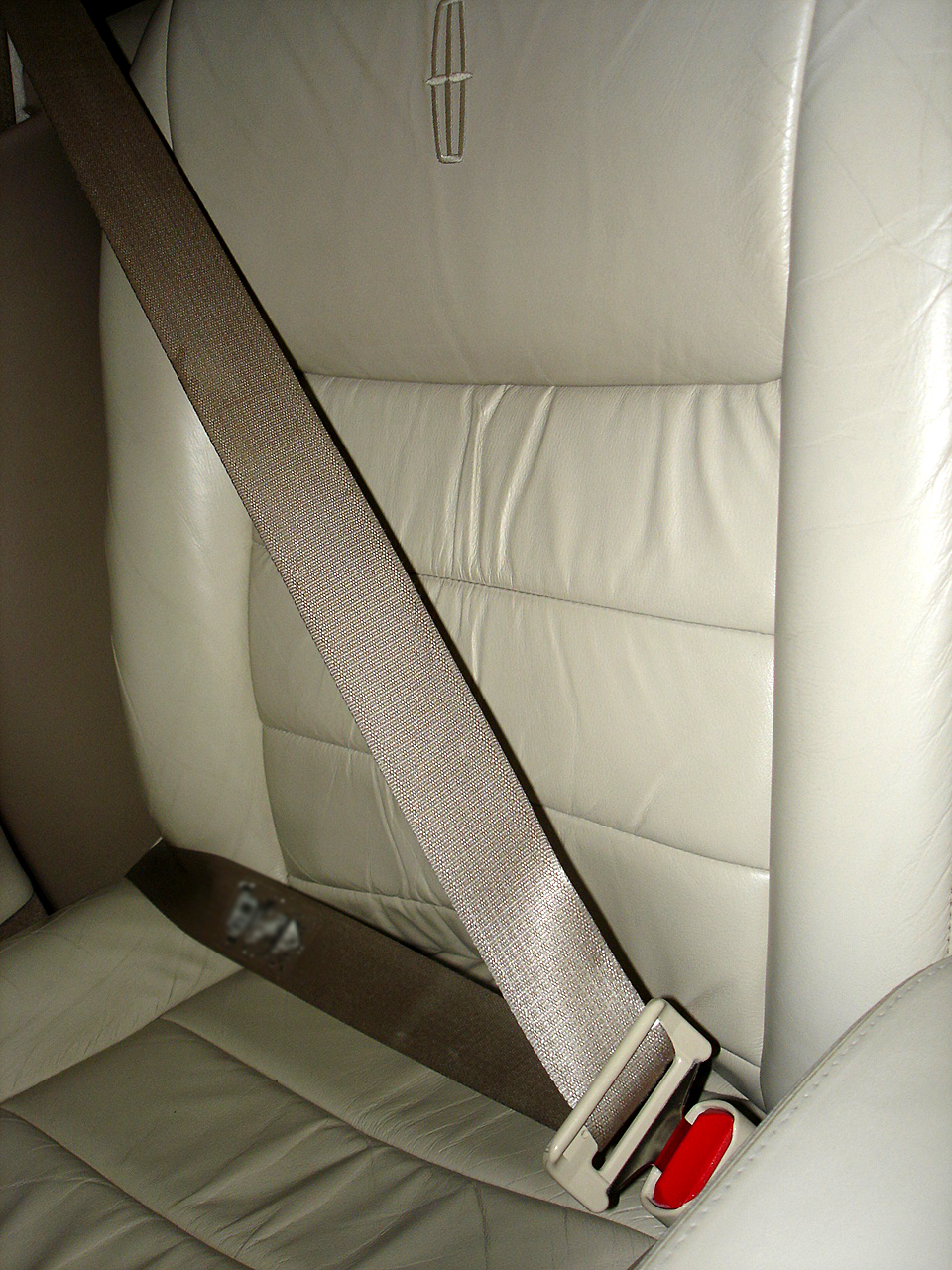
Pas bezpieczeństwa – przykład elementu poprawiającego bezpieczeństwo bierne

Bezpieczeństwo bierne pojazdu – zespół cech pojazdu mechanicznego (np. samochodu) mających na celu zmniejszenie skutków zaistniałej kolizji lub wypadku drogowego z punktu widzenia wszystkich jego uczestników. Elementy poprawiające bezpieczeństwo bierne to m.in.:
- konstrukcja nadwozia: strefa kontrolowanego zgniotu, klatka bezpieczeństwa;
- łamana kolumna kierownicy;
- pasy bezpieczeństwa wraz z ich napinaczami;
- poduszki powietrzne;
- aktywne zagłówki;
- foteliki samochodowe dla dzieci;
- układy odcinające dopływ paliwa i prądu podczas zderzenia (układy przeciwpożarowe).